# ادغام اروپا

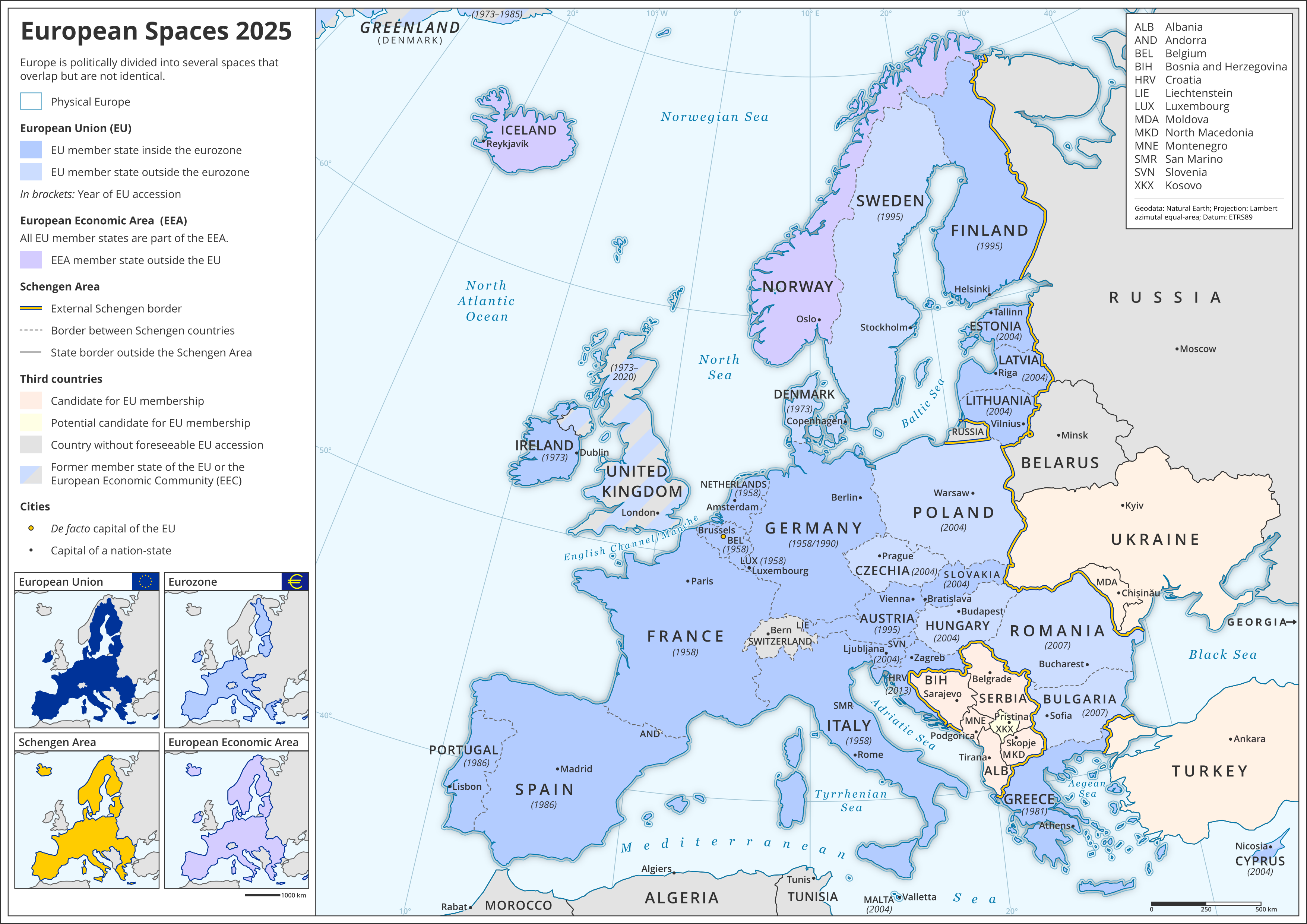
مراحل مختلف ادغام اروپا

ادغام اروپا فرایند ادغام صنعتی، اقتصادی، سیاسی، قانونی، اجتماعی و فرهنگی کشورهایی است که تماماً یا بخشی از آن‌ها در اروپا یا در نزدیکی آن قرار دارد. ادغام اروپا با بنیانگذاری اتحادیه اروپا و سیاست‌های آن تا حدودی پیش رفته‌است.